# Calochortus umpquaensis
Calochortus umpquaensis là một loài thực vật có hoa trong họ Liliaceae. Loài này được Fredricks miêu tả khoa học đầu tiên năm 1989.